# The Time of the Doctor
The Time of the Doctor (El temps del Doctor) és un episodi especial de la sèrie de televisió britànica Doctor Who. Es tracta del tradicional especial de Nadal, que es va emetre el 25 de desembre de 2013. L'episodi fou escrit per Steven Moffat i va suposar l'última aparició de Matt Smith com l'Onzè Doctor, que es va regenerar al Dotzè Doctor, interpretat per Peter Capaldi.
The Time of the Doctor és la tercera i última part d'una trilogia d'episodis solts, després de The Name of the Doctor i The Day of the Doctor, (a més del mini-episodi The Night of the Doctor) que en conjunt serveixen com comiat de l'Onzè Doctor. L'episodi aborda nombrosos fils argumentals desenvolupats al llarg de l'estada de Smith en el paper, incloent la profecia del Silenci i la destinació del Doctor al planeta Trenzalore. The time of the Doctor és també l'episodi individual 800 de Doctor Who i el novè especial de Nadal de la sèrie moderna (quart i últim de Matt Smith com l'Onzè Doctor).

## Producció
L'episodi es va començar a filmar el 8 de setembre de 2013. El 10 de setembre, Matt Smith i Jenna Coleman van ser vists rodant escenes a Lydstep Flats, Cardiff.
Aquest lloc ja s'havia utilitzat anteriorment en les sèries 1 i 2 en el Powell Estate on Rose Tyler vivia amb la seva mare Jackie. La nit del 19 de setembre de 2013, es va rodar a Puzzlewood amb neu artificial que es va dispersar per algunes zones. El 5 d'octubre de 2013, el productor de Doctor Who, Marcus Wilson, va revelar a través de Twitter que el rodatge havia finalitzat.